# Minte
Minte (także Minta, Minto, Mente; gr. Μένθη Ménthē, Μίνθη Mínthē, łac. Mintha) – w mitologii greckiej nimfa w Podziemiu.
Uchodziła za córkę Kokytos. Zakochał się w niej Hades. Persefona przemieniła ją w miętę podczas próby uwiedzenia Hadesa.